# Milton Keynes Dons Football Club 2014-2015
Questa voce raccoglie le informazioni riguardanti il Milton Keynes Dons Football Club nelle competizioni ufficiali della stagione 2014-2015.

## Maglie e sponsor
| Casa | Trasferta | Terza maglia |

## Rosa
| N. |                             | Ruolo | Calciatore     |
| -- | --------------------------- | ----- | -------------- |
| 1  | Inghilterra (bandiera)      | P     | David Martin   |
| 2  | Irlanda del Nord (bandiera) | D     | Lee Hodson     |
| 3  | Inghilterra (bandiera)      | D     | Dean Lewington |
| 4  | Irlanda del Nord (bandiera) | D     | Tom Flanagan   |
| 5  | Inghilterra (bandiera)      | D     | Kyle McFadzean |
| 6  | Inghilterra (bandiera)      | D     | Antony Kay     |
| 7  | Inghilterra (bandiera)      | C     | Danny Green    |
| 8  | Irlanda (bandiera)          | C     | Darren Potter  |
| 9  | Inghilterra (bandiera)      | A     | Dean Bowditch  |
| 10 | Inghilterra (bandiera)      | C     | Ben Reeves     |
| 11 | Irlanda del Nord (bandiera) | A     | Will Grigg     |
| 14 | Inghilterra (bandiera)      | C     | Dele Alli      |

| N. |                        | Ruolo | Calciatore       |
| -- | ---------------------- | ----- | ---------------- |
| 15 | Inghilterra (bandiera) | C     | Mark Randall     |
| 16 | Irlanda (bandiera)     | P     | Ian McLoughlin   |
| 17 | Inghilterra (bandiera) | A     | Daniel Powell    |
| 18 | Inghilterra (bandiera) | C     | George Baldock   |
| 19 | Inghilterra (bandiera) | A     | Tom Hitchcock    |
| 20 | Inghilterra (bandiera) | C     | Giorgio Rasulo   |
| 22 | Irlanda (bandiera)     | C     | Samir Carruthers |
| 23 | Inghilterra (bandiera) | A     | Benik Afobe      |
| 25 | Inghilterra (bandiera) | D     | Harry Hickford   |
| 26 | Inghilterra (bandiera) | C     | Will Summerfield |
| 29 | Inghilterra (bandiera) | P     | Charlie Burns    |

## Risultati

### Football League One
| Arbitro: | Robinson |

|                                                           |           |                                |
| Hause 44’ (aut.) Grigg 68’ McFadzean 70’ Legge 73’ (aut.) | Marcatori | 7’ McDonald 29’ (rig.) Kedwell |

| Arbitro: | Heywood |

|                      |           |  |
| Alli 15’ Afobe 90+2’ | Marcatori |  |

| Londra 18 ottobre 2014, ore 15:00 13ª giornata | Leyton Orient | 0 – 0 referto | MK Dons | Brisbane Road (5.014 spett.)\| Arbitro: \| Horwood \| |
| Arbitro:                                       | Horwood       |               |         |                                                       |

| Arbitro: | Sutton |

|          |           |  |
| Baker 3’ | Marcatori |  |

| Arbitro: | Coote |

|             |           |           |
| Wiseman 68’ | Marcatori | 39’ Baker |

| Arbitro: | Madley |

|  |           |            |
|  | Marcatori | 31’ Powell |

| Arbitro: | Salisbury |

|                        |           |                      |
| McLeod 14’ (rig.), 48’ | Marcatori | 76’ Grigg 90+6’ Alli |

| Arbitro: | Stroud |

|                                               |           |                            |
| McDonald 9’ Marquis 81’ Dack 38’ Garmston 75’ | Marcatori | 36’ Cole 67’ (rig.) Reeves |

| Arbitro: | Probert |

|  |           |                         |
|  | Marcatori | 66’ Robinson 70’ Garner |

| Stoke-on-Trent 11 aprile 2015, ore 15:00 42ª giornata | Port Vale | 0 – 0 referto | MK Dons | Vale Park (4.379 spett.)\| Arbitro: \| Miller \| |
| Arbitro:                                              | Miller    |               |         |                                                  |

| Arbitro: | Kavanagh |

|                                                           |           |             |
| Bowditch 22’ Hall 24’, 37’, 59’ Grigg 29’ (rig.) Alli 81’ | Marcatori | 69’ Simpson |